# 超國家主義 (日本)
超国家主义 (日語：超国家主義)，或「極端國家主義」（extreme-nationalism），是20世紀初葉日本以北一輝為首的带有国家社会主义色彩的法西斯主義政治思潮與運動。

## 词语释意
超国家主义思潮作为国家社会主义对日本传统国家主义的一个补充和跃进，最早出现在20世纪初。
“超国家主义”这个日语汉词最早出现在1922年，最初原意是超越国家之国际社会主义；而对应的英文“ultra-nationalism”一词却晚至第二次世界大战后的1945年9月22日才出现于美國杜魯門政府《投降后美国的初期对日方针》。事实上是，在“ultra-nationalism”（中文直译：极端民族主义）出现之后，日语“超国家主义”一词才从超越国家之国际主义的原意转变为超级国家主义。在这层意义转变之前，一直是用“社会主义”或“国家社会主义”来描绘以北一輝為首的日本极端国家主义思想的。日文中“国家社会主义”一词内涵极为广谱，不仅包括了国家社会主义，也包含了王朝社会主义和国有社会主义，更包含了日本自己的超国家主义。

## 流传
日本自明治维新后，政治实践一直以国家主义为主线。20世纪初叶，以北一辉为首的中低层人士对明治维新以来元老、重臣、新旧华族、军阀、财阀、政党首脑把持国家资源不满，寻求激进改革，主张将传统的国家主义的代表无差别地被一律断为罪恶的元凶，主张挨个地杀掉，以此表明与明治以来的传统的国家主义的断裂。这种裂痕最充分地表现在将天皇不是作为传统的象征，而是开始作为变革的象征来看待。1936年属于超国家主义的下级军官发动了虽然失败的兵变，但最终导致了四年后日本全面进入日本民族主義的军政府时代。

## 思想
日本国家主义的政府模式与法西斯主义极为相似，但与国家社会主义并没有直接联系。而导致走上日本国家主义的超国家主义却明显受到国家社会主义的影响。超国家主义的提出，是建立在理想的社会主义基础上，也融合了一些国家社会主义的理念。从政治实践方法论上看，国家社会主义是由政府自上而下推行的社会主义；而超国家主义一方面希望天皇接受他们的激进国家社会主义的理念，另一方面却从低层发动事端，对政府构成改革压力。尽管最终日本没有变成国家社会主义国家而是进入类似于法西斯主义的日本民族主義，超国家主义40年的努力不能不说是了不起的成功。明治维新后日本一直是处于国家主义和军国主义状态，但使日本走上日本民族主義的军政府道路，却是这个“超”。而这个“超”正是国家社会主义理念的日本实践。